# Tervatebrug
De Tervatebrug is een brug over de IJzer, gelegen op de grens van Stuivekenskerke en Keiem, deelgemeenten van de Belgische stad Diksmuide. De brug ligt ter hoogte van het gehucht Tervate. Het is een lage ophaalbrug, bestaande uit twee vaste delen die elk 11 m lang zijn en een centraal mobiel stuk dat 16 m lang is. De brug is geopend in 2004.
De Tervatebrug is samen met de Uniebrug en de Schoorbakkebrug een van de drie bruggen over de IJzer tussen de steden Nieuwpoort en Diksmuide. Die andere twee bruggen liggen respectievelijk acht en vier kilometer verder stroomafwaarts. Voor de Eerste Wereldoorlog was de Tervatebrug een draaibrug. Tijdens de oorlog werd bij IJzerbruggen fel strijd gevoerd tijdens de Slag om de IJzer. De oprukkende Duitsers wilden de Kanaalhavens bereiken en wilden daarom half oktober 1914 de IJzer oversteken in Nieuwpoort, Diksmuide of via de drie bruggen. De Tervatebocht, een bocht in de IJzer ter hoogte van Tervate, was een zwakte in de Belgische verdedigingslinies. In de bocht was men kwetsbaar voor vuur uit verschillende richtingen en bovendien viel hier de grens tussen twee Belgische divisies, namelijk de 1ste en 4de Divisie. Op 19 oktober 1914 werd de Tervatebrug door de Belgische genie opgeblazen om deze onbruikbaar te maken voor de Duitsers. In de nacht van 21 op 22 oktober slaagden de Duitsers er toch in de IJzer over te steken in de Tervatebocht. De volgende dagen werd hard gestreden, maar uiteindelijk moesten de Belgen zich terugtrekken tot in Stuivekenskerke en later tot achter de spoorwegbedding. Een paar dagen later viel de Duitse opmars stil door de onderwaterzetting van de IJzervlakte. Na de oorlog werd een ijzeren ophaalbrug gebouwd. Tijdens de Tweede Wereldoorlog, in mei 1940, werd die brug opgeblazen door Franse soldaten. Na deze oorlog kwam er een kleine houten ophaalbrug. In 1970 werd zo'n 700 meter verder stroomafwaarts een nieuwe betonnen brug gebouwd. Dit was een hoge brug, die voorzien was op vrije doorgang voor binnenvaartschepen van 1350 ton, later verlaagd tot 300 ton. Die brug raakte echter aangetast door betonrot en werd begin 21ste eeuw afgebroken en vervangen door de huidige ophaalbrug. De betonnen brug was bovendien te groot gebleken voor het autoverkeer, voor het landschap en het scheepvaartverkeer, dat enkel nog uit pleziervaart bestond. Die nieuwe kleine, lage brug kwam weer nabij de locatie van de vroegere brug, opnieuw ter hoogte van het gehucht Tervate.
Nabij de Tervatebrug bevinden zich enkele oorlogsgedenktekens en -restanten:
- 150 stroomafwaarts staat langs de IJzerdijk een gedenkzuil voor het 2de bataljon 1ste Grenadiers. Velen van hen sneuvelden tijdens een stormloop op 22 oktober 1914 in een poging de Duitsers te stuiten.
- In beide oevers van de rivier zijn nog de restanten zichtbaar van de opgeblazen Tervatebrug. Een gedenksteen van de provincie West-Vlaanderen, opgericht in de jaren 80, met het opschrift "Tervatebrug 21-23 oktober 1914" herinnert aan de strijd.